# Мери Харис
Мери Харис Џонс, познатија као Мајка Џонс (енгл. Mary Harris Jones; Корк, 1. август 1830 — Аделфи, 30. новембар 1930), је била је познати амерички борац за радничка права и друштвени организатор.

## Биографија
Рођена је у Корку у Ирској. Њена породица се преселила у Торонто, Канада, 1835, кратко након што су Британци обесили њеног деду за учешће у ирској борби за национална права. Када је завршила школовање, радила је као учитељица и кројачица у Сједињеним Државама. Синдикате је упознала преко свог мужа, Џорџа Џонса, значајног члана синдиката металских радника.
Две важне тачке у њеној каријери биле су смрт њеног мужа и четворо деце током епидемије жутице у Тенесију 1867, и губитак комплетне имовине у Великом пожару у Чикагу 1871. Принуђена да се издржава, прикључила се друштву „Витезови рада“ из ког је потекло удружење Индустријски радници света (Industrial Workers of the World - IWW), коме је она помогла у оснивању 1905. Била је активни организатор и просветар у штрајковима у целој земљи, а посебно је била активна са Уједињеним рударима (United Mine Workers - UMW) и Социјалистичком партијом Америке. Као организатор синдиката постала је чувена по организовању жена и деце штрајкача у демонстрацијама за њихову добробит.
Године 1903, организовала је децу која су радила у млиновима и рудницима у „Дечји крсташки поход“ - марш од Кенсингтона у Пенсилванији до градића Ојстер Беј ("залив шкољки") у држави Њујорк - дома председника Теодора Рузвелта. Транспаренти су били исписани паролама "Хоћемо време да се играмо!" и "Хоћемо да идемо у школу!". Иако је председник одбио да се сретне са протестантима, инцидент је довео питање дечјег рада у врх јавног интересовања.
Године 1913, током протеста у Западној Вирџинији, Мајка Џонс је ухапшена и осуђена, заједно са другим синдикалним вођама, за конспирацију ради убиства, након организовања још једног дечјег марша. Већ осамдесеттрогодишња старица је ускоро ослобођена уз затвора, након што је Сенат САД наредио истрагу о условима рада у рудницима угља. Неколико месеци касније у Колораду, помогла је да се организује протест тамошњих рудара угља. Поново је ухапшена, и након неколико месеци у затвору депортована.
Године 1924, 94 године стара Мајка Џонс је била на суду поново, овај пут под мешовитом оптужбом за креирање и преношење клевета и јавну увреду. 1925, Чарлс А. Алберт, издавач Чикаго Тајмса, добио је невероватних 350.000 долара одштете.
Почетком 1925, неукротива Џонс је одбила напад двојице давитеља који су провалили у кућу пријатеља код којих је боравила. После кратке борбе, један нападач је побегао, а други је био озбиљно повређен. Рањени нападач, педесетчетворогодишњи Кит Гегни, је касније преминуо од повреда које му је задала Џонс које су укључивале тешке повреде главе задобијене ударцима црних кожних чизама Џонсове. Полиција ју је одмах ухапсила, али је ускоро пуштена када је установљено да су нападачи били сарадници значајног локалног привредника.
Мајка Џонс остала је синдикални организатор и у току својих деведесетих година, и наставила да прича за синдикат скоро до свог стотог рођендана. Убрзо пошто се званично повукла у пензију, са 95 година, објавила је своје виђење својих искустава у радничком покрету у својој аутобиографији (The Autobiography of Mother Jones (1925).
Данас је многи људи препознају по америчком часопису Mother Jones, који се бави виђењима социјалних проблема које је поставила Мајка Џонс.

## Активизам и кривичне пријаве
Током штрајка Пејнт Крик-Кабин Крик 1912. у Западној Вирџинији, Мери Џоунс је допутовала у јуну 1912, говорећи и организујући упркос оружаном рату између чланова Уједињених рударских радника и приватне војске власника рудника. Ратно законодавство у тој области је проглашавано и укидано два пута пре него што је Џоунс ухапшена 13. фебруара 1913. и изведена пред војни суд. Оптужена за заверу да се почини убиство, између осталих оптужби, одбила је да призна легитимитет војног суда. Осуђена је на двадесет година затвора у државном казнено-поправни заводу. Током кућног притвора у пансиону госпође Карни, задобила је опасан случај упале плућа.
После 85 дана заточеништва, њено ослобађање се поклопило са покретањем истраге Сената о условима у локалним рудницима угља од стране сенатора из Индијане Џона В. Керна. Мери Ли Сетл описује Џоунс из тог времена у свом роману Жртвени јарац из 1978. Неколико месеци касније, помогла је у организовању рудара у Колораду у штрајку Уједињених рударских радника Америке 1913–1914 против компаније Колорадо фјуел енд ајрон у власништву Рокфелера, у ономе што је познато као Рат угљеног басена Колорада. Још једном је ухапшена, служећи казну у затвору и у болници Сан Рафаел, и спроведена је из државе у месецима пре Ладлоу масакра. После масакра, позвана је да се састане лицем у лице са власником рудника Ладлоу, Џоном Д. Рокфелером млађим. Тај састанак је делимично био одговоран за Рокфелерову посету рудницима у Колораду 1915. и увођење дуго тражених реформи.
Мајка Џоунс је покушала да спречи рударе да марширају у округ Логан, Западна Вирџинија, крајем августа 1921. Мајка Џоунс је такође посетила гувернера и отишла са уверењем да ће интервенисати. Џоунс се супротставила оружаном маршу, појавила се на линији марша и рекла им да иду кући. У руци је тврдила да има телеграм председника Ворена Хардинга који нуди да ради на окончању приватне полиције у Западној Вирџинији, ако се врате кући. Када је председник UMW-а Френк Кини захтевао да види телеграм, Мајка Џоунс је то одбила и он ју је прогласио 'преварантом'. Пошто је одбила да било коме покаже телеграм, а председникова секретарица је негирала да га је икада послала, сумњало се да је измислила причу. Након што је побегла из кампа, наводно је доживела нервни слом.
Мајци Џоунс су се придружили Кини и други званичници UMWA који су такође вршили притисак на рударе да иду кућама.

## Касније године
Џоунс је остала синдикални организатор за UMW до 1920-их и наставила да говори о синдикалним пословима скоро све док није умрла. Она је објавила сопствени извештај о свом искуству у радничком покрету као Аутобиографија mајке Џоунс (1925). Иако је mајка Џоунс деценијама организовала активности у име UMWA у Западној Вирџинији и чак осудила државу као „средњовековну“, истоименим поглављем у својој аутобиографији, она углавном хвали гувернера Моргана што је бранио Првим амандманом постулирану слободу рада недељника Федерација за објављивање. Његово одбијање да пристане на захтев власника рудника да забрани новине демонстрирало је по мајци Џоунсу да је „одбио да се повинује захтевима доминантних новчаних интереса. Човеку таквог типа желим да одам поштовање'. Очигледно Џоунс није знала или је превидела да је Морган добио око милион долара донација за кампању од индустријалаца на изборима 1920. године.
Током својих каснијих година, Џоунс је живела са својим пријатељима Волтером и Лили Меј Берџес на њиховој фарми у данашњем Аделфију у Мериленду. Тамо је 1. маја 1930. прославила свој самопроглашени 100. рођендан, а снимљена је како даје изјаву за филмске новости.